# ガチャガチャV6
『ガチャガチャV6』（ガチャガチャブイシックス）は、TBS系列で2012年10月17日（16日深夜）から2014年3月19日（18日深夜）まで放送されていたバラエティ番組。

## 概要
V6が「日本一すごい人たち」に体当たりで挑むバラエティ番組。

## 出演者

### レギュラー
- V6 （カッコ内は発言テロップの色）
  - 坂本昌行（紫■）
  - 長野博（橙■）
  - 井ノ原快彦（緑■）
  - 森田剛（赤■）
  - 三宅健（黄■）
  - 岡田准一（青■）

## 放送内容

### 2012年
| 回数   | 日付           | 内容 |
| ------ | -------------- | --- |
| 第1回  | 2012年10月16日 | 世界一の橋を守る男に密着／坂本 知床を撮影し続ける冒険写真家の素顔を探れ 第1回／三宅                             |
| 第2回  | 2012年10月23日 | 知床を撮影し続ける冒険写真家の素顔を探れ 第2回／三宅 高卒でラーメン店を開業した10代ギャル店長の素顔を探れ／森田 |
| 第3回  | 2012年10月30日 | 女性陶芸家の素顔を探れ／岡田 知床を撮影し続ける冒険写真家の素顔を探れ 第3回／三宅                               |
| 第4回  | 2012年11月6日  | 知床を撮影し続ける冒険写真家の素顔を探れ 第4回／三宅 消えゆく日本の伝統職人のスゴ技を探れ・裁ちばさみ職人／長野 |
| 第5回  | 2012年11月13日 | 下北沢を「劇場の街」に変えた男／井ノ原                                                                          |
| 第6回  | 2012年11月20日 | 世界一牡蠣に詳しい男から今が旬の牡蠣を学べ！／長野                                                              |
| 第7回  | 2012年11月27日 | 動物園界の雑学王から驚きの生態を学べ！／森田                                                                    |
| 第8回  | 2012年12月4日  | 年賀状の正しい書き方を学べ！／三宅 ベストセラー僧侶が編み出した「考えない生き方」を学べ！／井ノ原               |
| 第9回  | 2012年12月11日 | 日本一ボロい宿の実態を調査せよ！／三宅                                                                          |
| 第10回 | 2012年12月18日 | 世界が注目する日本の早ワザを調査せよ！／坂本                                                                    |

### 2013年
| 回数           | 日付                  | 内容 |
| -------------- | --------------------- | --- |
| 第11回         | 2013年1月18日         | 横浜八景島シーパラダイスの裏側を調査せよ!／坂本 |
| 第12回         | 2013年1月15日         | 大人気デパートのウラ側を調査せよ!／森田 |
| 第13回         | 2013年1月22日         | 冬の味覚あんこうを徹底調査せよ!／長野 |
| 第14回         | 2013年1月29日         | ドラえもんを愛する女性が直木賞作家になるまでの道／井ノ原 |
| 第15回         | 2013年2月5日          | 現代に迫る「負け美女」の実態に迫る!／井ノ原 |
| 第16回         | 2013年2月12日         | バレンタイン直前緊急企画、チョコレートを徹底調査!!／長野 |
| 第17回         | 2013年2月19日         | 伝説の杜氏に学ぶ酒のイロハ実は○○で味が変わる／坂本 |
| 第18回         | 2013年2月26日         | 追跡!ミルクの味する幻カニ&世界最大うまいカニ／三宅 |
| 第19回         | 2013年3月5日          | 特殊訓練学校の実態を調査せよ!／坂本 |
| 第20回         | 2013年3月12日         | 日本で働くスゴ技を持つ外国人／岡田 |
| 第21回         | 2013年3月19日         | 日本で働くスゴ技を持つ外国人・第2弾／岡田 |
| 第22回 1時間SP | 2013年4月23日         | ガチャガチャV6＆図書館戦争 コラボ祭 巨大出版社の裏側を潜入捜査、図書館戦争裏話トーク／岡田                                                                                       |
| 第23回         | 2013年4月30日         | 肉にかけるスゴイ男の秘密に迫る!／長野 |
| 第24回         | 2013年5月7日          | 悪女研究家の実体を調査!／井ノ原 |
| 第25回         | 2013年5月14日         | マニア雑誌「石の専門誌」／坂本 |
| 第26回         | 2013年5月21日         | 91歳の世界最高齢ラッパー!／井ノ原 |
| 第27回 1時間SP | 2013年5月28日         | 90歳のスーパーアスリート／坂本、三宅 90歳の現役パイロット／長野、森田 92歳のプロピアニスト／井ノ原、岡田                                                                         |
| 第28回         | 2013年6月4日          | マニア雑誌「フリースタイルな僧侶たちのフリーマガジン」／坂本 |
| 第29回         | 2013年6月11日         | 96歳の現役プロゴルファー／長野、三宅 |
| 第30回         | 2013年6月18日         | マニア雑誌「鳩レース専門誌」／森田 |
| 第31回         | 2013年7月16日         | マニア雑誌「うなぎ百選」／森田 |
| 第32回 1時間SP | 2013年7月30日         | マニア雑誌「カキ氷専門誌」／長野、岡田 マニア雑誌「供養業界専門誌」／坂本、三宅 マニア雑誌「クワガタ専門誌」／井ノ原、森田                                                       |
| 第33回         | 2013年8月6日          | マニア雑誌「月刊石材」／坂本 マニア雑誌「島マガジン」／長野、岡田 |
| 第34回         | 2013年8月20日         | ムダ美人・お化け屋敷のオバケ役／岡田 |
| 第35回         | 2013年8月27日         | ムダ美人・占い師／岡田 |
| 第36回         | 2013年9月3日          | マニア雑誌「蕎麦専門誌」「銭湯業界誌」／坂本 |
| 第37回         | 2013年9月10日         | 高級ビニール傘の工房、カリツマ・ボディビルダー／三宅 |
| 第38回         | 2013年9月24日 1時間SP | カリツマ・プロボートレーサー／長野 カリツマ・プロキックボクサー／井ノ原、森田 トランクス専門店／坂本 足の爪きり専門店／三宅、岡田 オオカミと暮らす男を求めて 2013初秋 前編／岡田 |
| 第39回         | 2013年10月22日        | オオカミと暮らす男を求めて 2013初秋 後編／岡田 |
| 第40回         | 2013年10月29日        | 縄ばしご専門店、白衣専門店／坂本 |
| 第41回         | 2013年11月5日         | 背が高くなる靴専門店、トゥクトゥク専門店／長野 |
| 第42回         | 2013年11月12日        | カリツマ・コスプレイヤー／三宅 カリツマ・アームレスラー／長野 |
| 第43回         | 2013年11月19日        | ムダ美人・雑誌の編集長、農家／三宅 |
| 第44回         | 2013年11月26日        | 日本最北端のニューハーフパブを求めて 2013初冬／岡田 |
| 第45回         | 2013年12月3日         | 納豆ソース専門店、フランスのお城のような喫茶店／井ノ原 |
| 第46回         | 2013年12月10日        | カリツマ・プロダンサー／井ノ原 ムダ美人・空手選手／三宅 |
| 第47回         | 2013年12月17日        | 世界一辛いカレー、地獄のつけめん／長野 ヒマ芸・バナナタトゥーアーティスト／岡田                                                                                                  |

### 2014年
| 回数   | 日付                  | 内容 |
| ------ | --------------------- | --- |
| 第48回 | 2014年1月14日 1時間SP | ムダ美人・怪談師／坂本 ムダ美人・王様のブランチAD／三宅、岡田 カリツマ・障害馬術競技の選手／井ノ原 カリツマ・殺陣師範／長野、森田 |
| 第49回 | 2014年1月21日         | ムダ美人・整体師／坂本 カリツマ・プロ麻雀師／井ノ原                                                                               |
| 第50回 | 2014年1月28日         | ボロ温泉／坂本 |
| 第51回 | 2014年2月4日          | ヒマ芸・プラスチックゴミアーティスト／岡田 ムダ美人・2014冬じゃらん編集長が一度は行ってみたい宿へ 前編／三宅                      |
| 第52回 | 2014年2月18日         | ヒマ芸・ティッシュ昆虫アーティスト／坂本、岡田 ムダ美人・2014冬じゃらん編集長が一度は行ってみたい宿へ 後編／三宅                  |
| 第53回 | 2014年2月25日         | ボロ中華飯店、ラーメン店／坂本、岡田                                                                                              |
| 第54回 | 2014年3月4日          | カリツマ・競輪選手／井ノ原、森田 ヒマ芸・路上に落ちている片手袋の写真を撮り続ける男／坂本、岡田                                   |
| 第55回 | 2014年3月11日         | ヒマ芸・段ボールアーティスト、3Dラテアーティスト／井ノ原、森田 ムダ美人・盆栽職人／井ノ原、森田                                   |
| 第56回 | 2014年3月18日         | V6がマジでビビった衝撃映像 無駄美人全員一挙公開                                                                                   |

## ネット局
| 放送対象地域   | 放送局                | 系列    | 放送期間                       | 放送日時                     | 遅れ       |
| -------------- | --------------------- | ------- | ------------------------------ | ---------------------------- | ---------- |
| 関東広域圏     | TBSテレビ（TBS）      | TBS系列 | 2012年10月17日 - 2014年3月19日 | 水曜 0:28 - 0:58（火曜深夜） | 制作局     |
| 福島県         | テレビユー福島（TUF） | TBS系列 | 2012年10月17日 - 2014年3月19日 | 水曜 0:28 - 0:58（火曜深夜） | 同時ネット |
| 新潟県         | 新潟放送（BSN）       | TBS系列 | 2012年10月17日 - 2014年3月19日 | 水曜 0:28 - 0:58（火曜深夜） | 同時ネット |
| 静岡県         | 静岡放送（SBS）       | TBS系列 | 2012年10月17日 - 2014年3月19日 | 水曜 0:28 - 0:58（火曜深夜） | 同時ネット |
| 山形県         | テレビユー山形（TUY） | TBS系列 | 2012年10月31日 - 2014年3月19日 | 水曜 0:28 - 0:58（火曜深夜） | 同時ネット |
| 岡山県・香川県 | 山陽放送（RSK）       | TBS系列 | 2012年10月20日 - 2014年3月28日 | 金曜 0:58 - 1:28（木曜深夜） | 2日遅れ    |
| 中京広域圏     | CBCテレビ（CBC）      | TBS系列 | 2012年10月26日 - 2014年4月2日  | 水曜 1:03 - 1:33（火曜深夜） | 7日遅れ    |
| 山梨県         | テレビ山梨（UTY）     | TBS系列 | 2012年11月2日 - 2014年4月4日   | 金曜 1:33 - 2:03（木曜深夜） | 16日遅れ   |
| 鳥取県・島根県 | 山陰放送（BSS）       | TBS系列 | 2013年11月5日 - 2014年4月1日   | 火曜 0:27 - 0:57（月曜深夜） | 13日遅れ   |

不定期放送
- 富山県：チューリップテレビ（TUT）[3]
- 大分県：大分放送（OBS）主に土日午後に不定期で放送。

## 過去のネット局
| 放送対象地域 | 放送局            | 系列    | 放送期間                       | 放送日時                     | 遅れ     |
| ------------ | ----------------- | ------- | ------------------------------ | ---------------------------- | -------- |
| 沖縄県       | 琉球放送（RBC）   | TBS系列 | 2012年10月30日 - 2013年3月26日 | 火曜 0:50 - 1:20（月曜深夜） | 13日遅れ |
| 鹿児島県     | 南日本放送（MBC） | TBS系列 | 2013年5月9日 - 10月10日        | 木曜 0:05 - 0:35（水曜深夜） | 15日遅れ |

## スタッフ
- 構成：佐藤ちゃっかり、キンダイチ、村上洋賢、鹿谷忠弘
- ナレーター：小松由佳（青二プロダクション）
- 技術協力：fmt（旧八峯テレビ）
- 美術：森つねお、奥田裕美（tAC Create）
- メイク：日高綾子
- スタイリスト：柳田明子、森田晃嘉
- CG：in Design
- 編集：北原直樹
- MA：斎藤直人
- 音効：太田光則、遠藤亘（ZACK）
- 番宣：小林恵美子
- デスク：渡辺香織
- 編成：渡辺信也、辻有一
- 協力：ジャニーズ事務所
- AP：荒井美妃
- ディレクター：堤俊博、馬場哉、檜垣和孝、戸田悠貴、加納祥、秋津貴宣、大馬渡伸
- 演出：有馬巨人
- プロデューサー：金原将公、藤田賢城
- 制作協力：BERMUDA
- 製作著作：TBS

## エンディングテーマ
- V6「ミュージック・ライフ」（2012年10月17日 - 2013年7月31日）
- V6「FLASH BACK」（2013年8月7日 - 2014年3月19日）